# 藍葉雲杉
藍葉雲杉（學名：Picea pungens）又稱蓝云杉、科羅拉多藍杉，是雲杉屬的一種植物，為美國科羅拉多州的州樹。本種原產於北美洲西部的科羅拉多州、亞利桑那州、愛達荷州、新墨西哥州、猶他州與懷俄明州的洛磯山脈山區，常與花旗松、西黃松與白冷杉一起生長於山地針葉林中，且常生長於河岸帶；雖在水分充足的環境下生長較好，但其耐旱能力優於同屬其他樹種，並能耐受攝氏零下40度的低溫。
藍葉雲杉因其針葉呈藍綠色而得名，常在公園、花園中被用作裝飾樹種，且被用作聖誕樹。在北美原住民納瓦荷人的傳統文化中，藍葉雲杉具藥用與儀式功能，其針葉可用於治療感冒、腹痛等疾病，互贈此樹的枝條被認為可帶來好運。

## 圖集

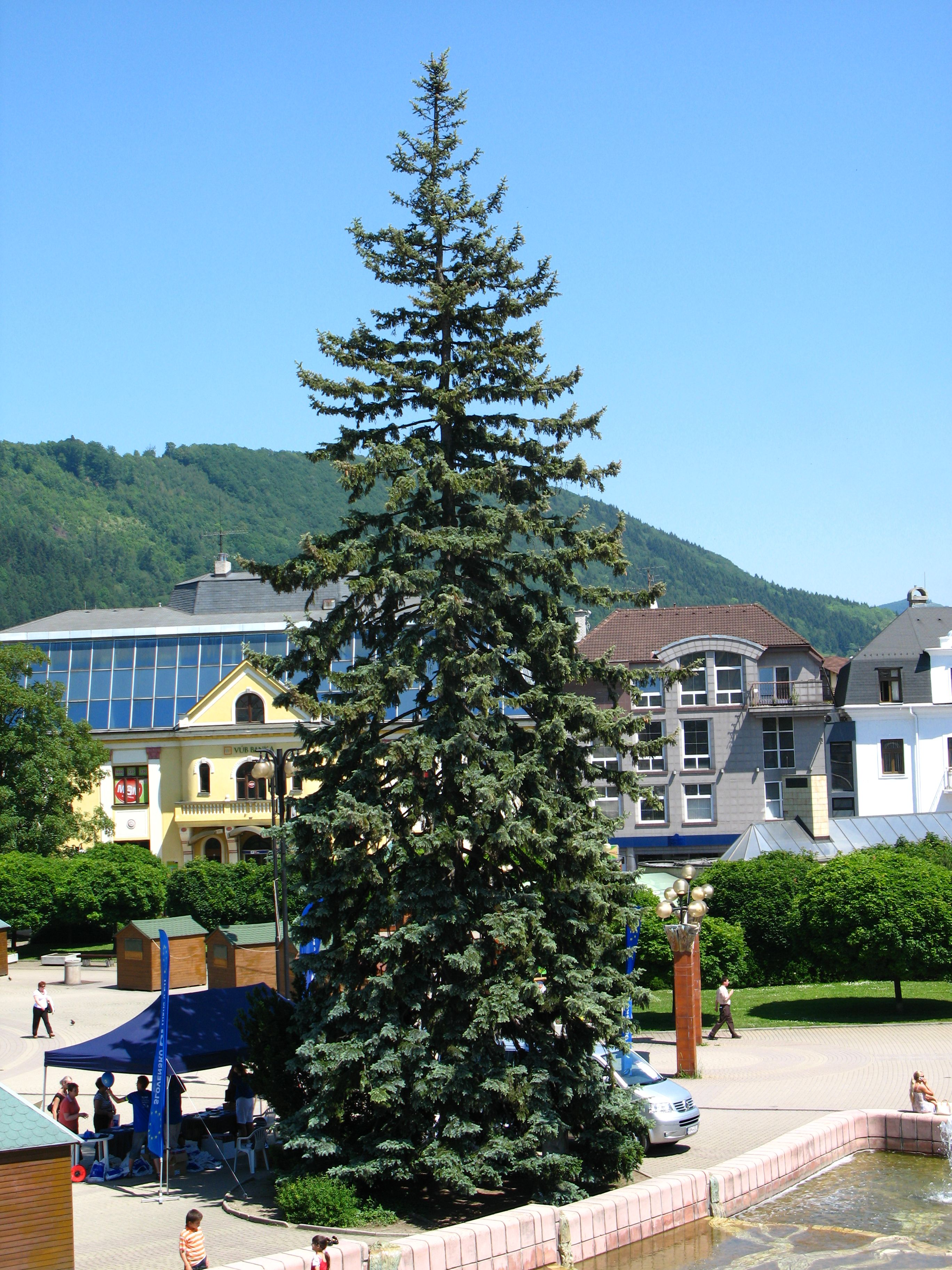
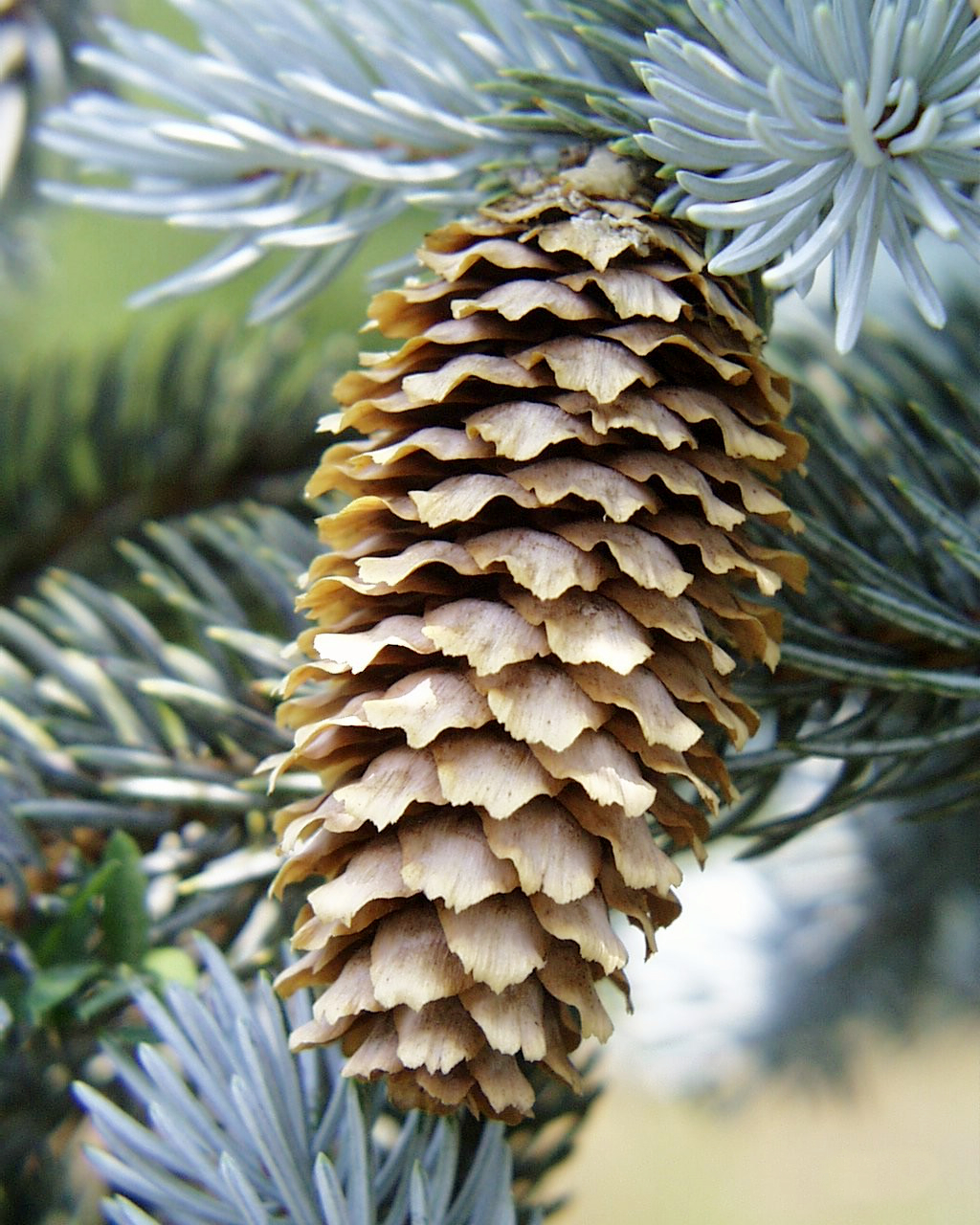
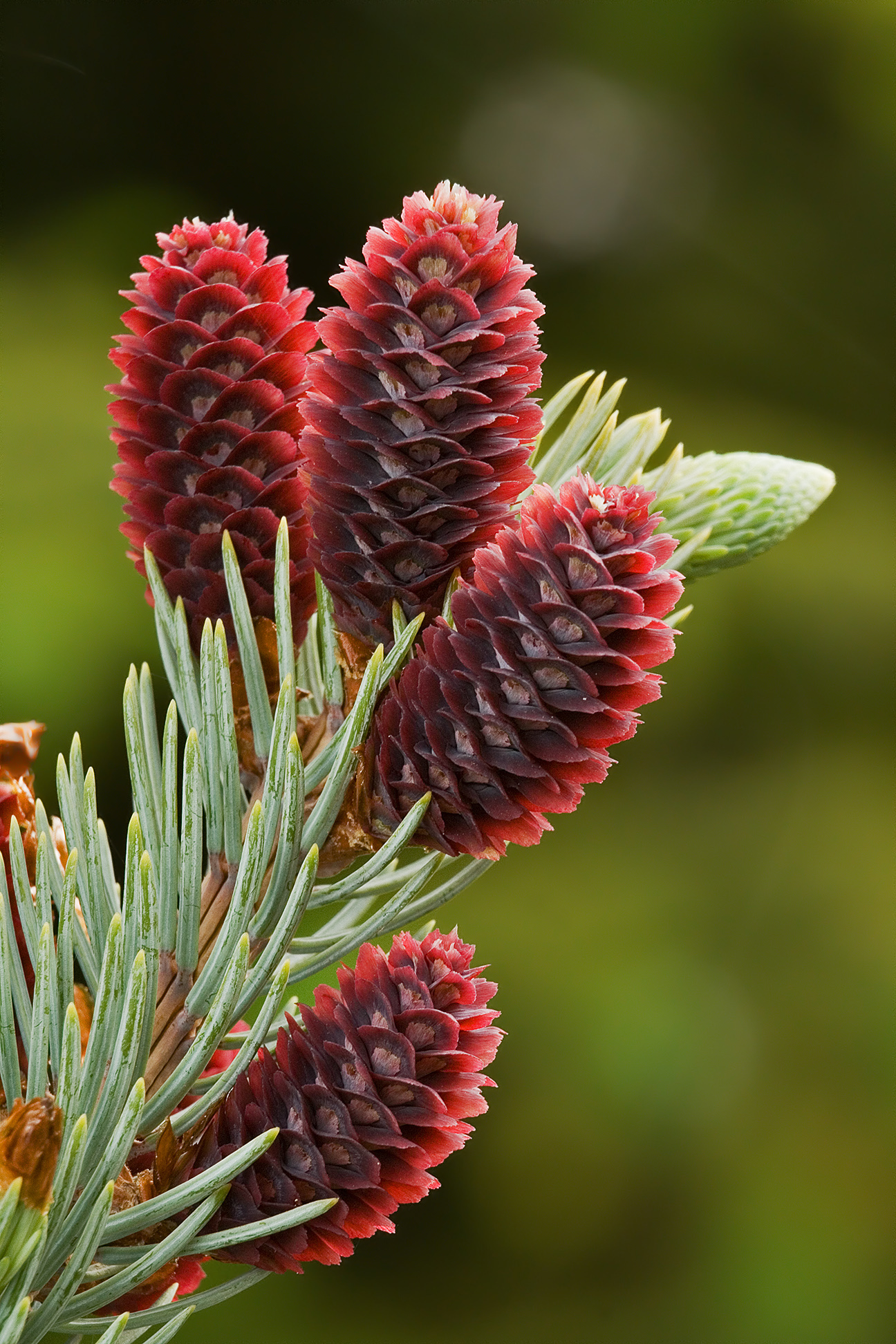
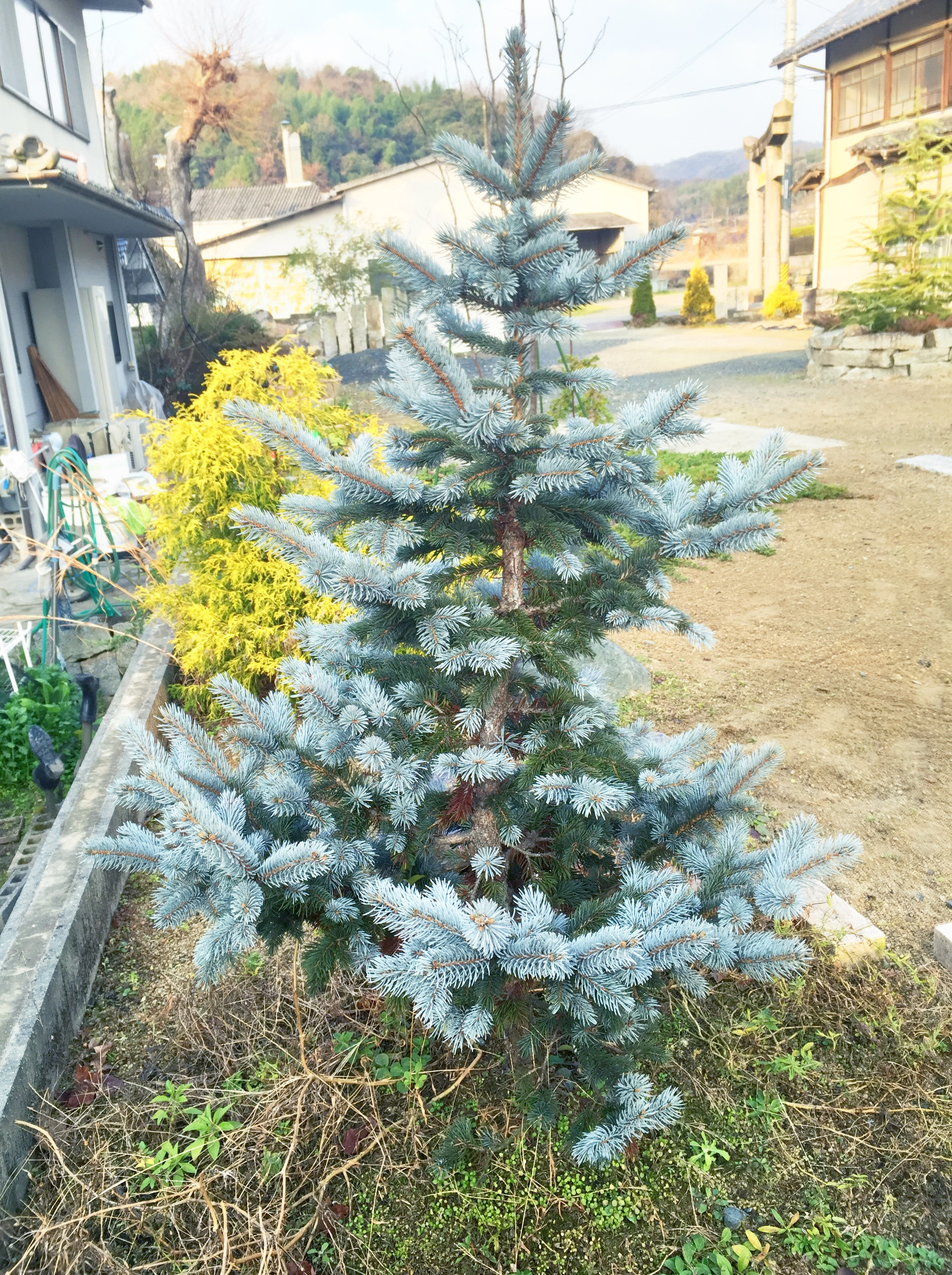